# Voula Papaioannou
Voula Papaïoannou (1898 Lamia – 1990 Athény) byla řecká fotografka známá svými fotografiemi Řecka, jeho lidí a krajiny.

## Životopis
Papaïoannou se narodila v Lamii v Řecku, ale vyrostla v Aténách . Studovala na Technické univerzitě a začala se zajímat o fotografii. S vypuknutím druhé světové války začala fotografovat společenská témata a pokračovala v tom po dobu německé a italské okupace Řecka . Fotografovala vojáky odcházející do první linie a oběti války, čímž zvýšila povědomí o různých humanitárních problémech vyplývajících z okupace. Když Athény trpěly hladovou krizí, Papaïoannou fotografovala vyhublé děti, aby poskytla zprávu o hrůzách války na civilním obyvatelstvu.
Po osvobození se Papaïoannou stala členkou fotografické jednotky UNRRA (United Nations Relief and Rehabilitation Administration), na turné po řeckém venkově zaznamenávala těžké podmínky venkovského života. Pozornost fotografky vůči útrapám řeckého obyvatelstva nebyla ani v nejmenším romantická nebo turistická, ale místo toho je upřímně vykreslovala jako hrdé a nezávislé, optimistické pro budoucnost navzdory chudobě.

## Fotografie
Papaïoannou pokračovala v sociální dokumentární tradici fotografie. Její práce odráží dominantní reprezentační paradigma humanistické fotografie prominentní v poválečné Evropě. Její práce byly široce publikovány ve fotografickém tisku a byly vydány v knižní podobě prostřednictvím švýcarského nakladatelství La Guilde du Livre v 50. letech 20. století.

## Knihy
- 1953. La Grèce: à ciel ouvert (Lausanne: La Guilde du Livre), francouzsky, OCLC 6108947.
- 1956. Iles Grecques (Lausanne: La Guilde du Livre), francouzsky, OCLC 715705475.